# Aimo Törn
Aimo Alf Törn, född 29 juni 1938 i Lovisa, är en finländsk matematiker.
Törn blev filosofie doktor 1974. Han var 1977–1980 biträdande professor i företagsekonomi vid Handelshögskolan vid Åbo Akademi och därefter 1980–1990 biträdande professor i administrativ databehandling vid Åbo Akademi samt 1990–2001 professor i informationsbehandling där. Han har innehaft flera förtroendeuppdrag inom olika vetenskapliga sammanslutningar och organisationer, bland annat ordförandeskapet i styrelsen för Forskningsstiftelsen för tillämpad matematik och databehandling 1980–1989. Hans doktorsavhandling Global optimization as a combination of global and local search (1974), presenterade en revolutionerande metod för global optimering. 